# Ecología del paisaje

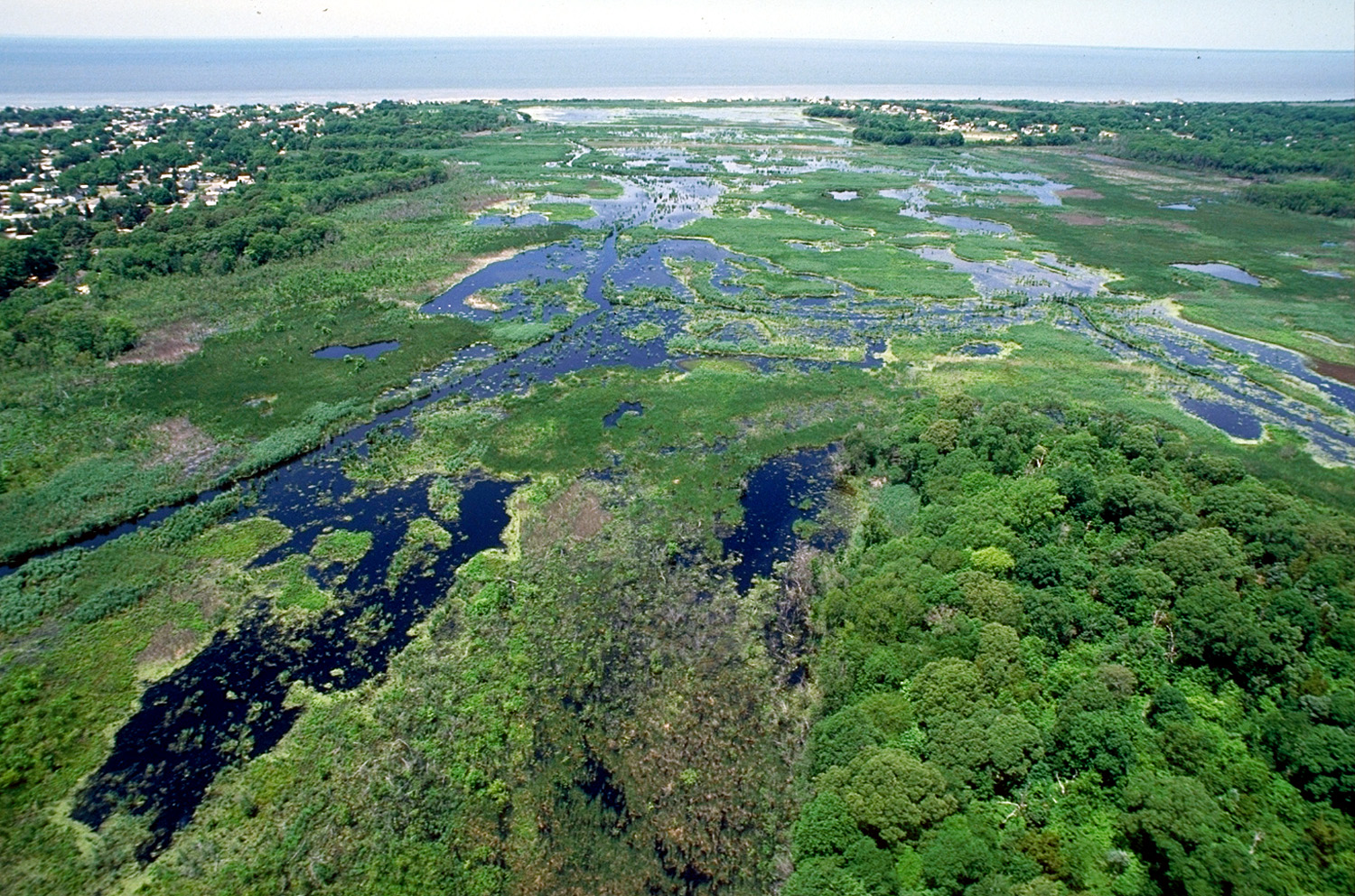
Humedales de Cape May New Jersey

La ecología del paisaje es una disciplina entre la geografía orientada regionalmente y la biología, que estudia los paisajes tanto naturales como antrópicos, prestando especial atención a los grupos humanos como agentes transformadores de la dinámica físico-ecológica de estos. Esta disciplina o esta rama ha recibido aportes tanto de la geografía física como de la biología, ya que si bien la geografía aporta las visiones estructurales del paisaje (el estudio de la estructura horizontal o del mosaico de subecosistemas que conforman el paisaje), la biología aporta la visión funcional del paisaje (las relaciones verticales de materia y energía). Este concepto comenzó a desarrollarse en 1898, con el geógrafo, padre de la edafología rusa, Vasily Vasilievich Dokuchaev y fue más tarde continuado por el geólogo alemán Carl Troll. Por cierto, es una disciplina muy relacionada con otras áreas como la geoquímica, la geobotánica, las ciencias forestales y la edafología.
El enfoque paisajístico de regionalización considera que el paisaje es el resultado conjunto de los factores ambientales (ej: relieve, clima, factores bióticos), y que no puede encontrarse una jerarquía de los mismos para explicar su estructura.
La ecología del paisaje estudia un nivel de organización de la materia superior del ecosistema. Un paisaje, en biología, es un conjunto a nivel regional de diferentes unidades o teselas internamente homogéneas bajo los mismos procesos funcionales. A veces se dice que un paisaje es la repetición en el espacio de un conjunto de ecosistemas.
La definición de paisaje dada por la ecología y por la geografía difiere en algunos aspectos, pero en general se puede decir que la geografía estimula la investigación de los aspectos estructurales y la ecología los aspectos funcionales.
Los paisajes se pueden concebir como ecosistemas definidos a escala mayor que los ecotopos, y por lo tanto comparten atributos generales que pueden englobarse dentro de la teoría general de sistemas.
La ecología del paisaje es una de los enfoques posibles en la evaluación del impacto ambiental de las obras y actividades humanas, y se usa principalmente en la ordenación del territorio, y en el análisis dinámico de ecosistemas.

## El concepto de Mosaico y elementos del paisaje
La heterogeneidad es una noción clave dentro de la ecología del paisaje, ya que esta disciplina utiliza conceptos vinculados a la distribución de diferentes elementos que lo componen.

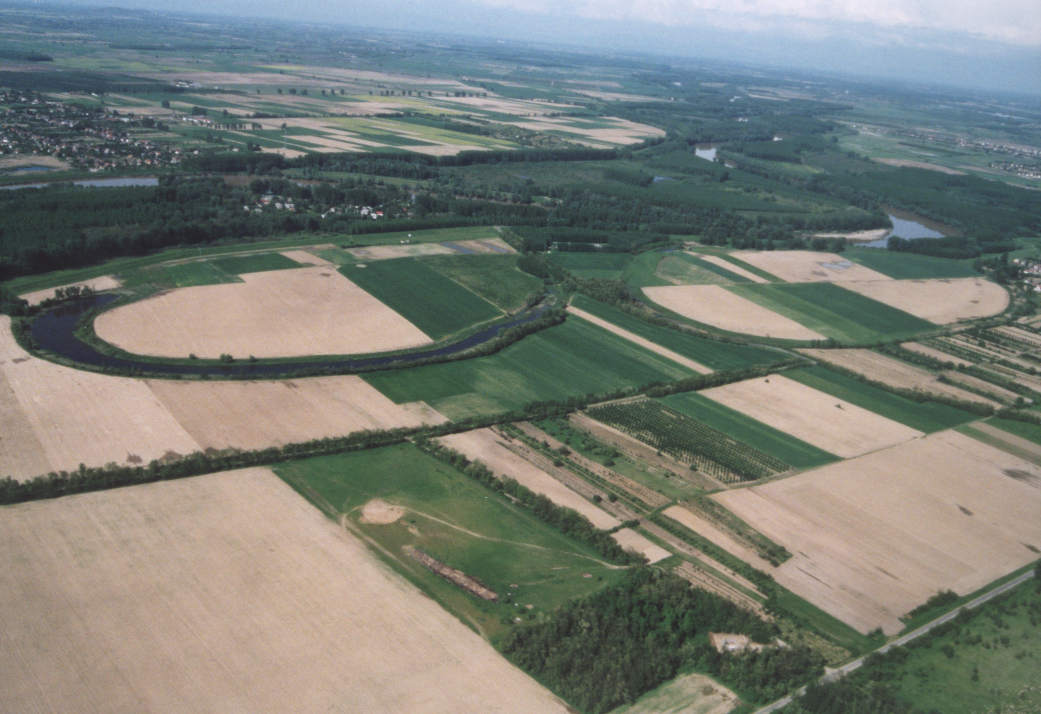
Un mosaico de paisaje donde es posible identificar diferentes elementos como fragmentos y corredores de vegetación natural dentro de una matriz agrícola.

Parche o Fragmento, es un término fundamental y se define como un área relativamente homogénea que se diferencia de su entorno. Los parches son la unidad básica del paisaje, ya que son elementos que pueden cambiar en el tiempo y generar lo que se llama dinámica de parches. Pueden tener diferentes composiciones, tamaños y formas, y pueden estar aislados o conectados por un Corredor. Los corredores son franjas de un tipo de hábitat que difiere de su entorno a ambos lados y que conectan parches del mismo hábitat. El conjunto de parches y corredores forma lo que se denomina Matriz. La matriz es el sistema ecológico dominante, es decir, el que ocupa la mayor superficie y que posee un alto grado de conectividad, desempeñando un papel fundamental en la dinámica del paisaje. Finalmente, el Mosaico describe el patrón de parches, corredores y la matriz que conforma el paisaje.
De las relaciones entre estos componentes del paisaje surgen dos conceptos fundamentales:
- la composición del paisaje, que es la variedad y abundancia de fragmentos en un paisaje y
- la configuración del paisaje, es decir, la distribución espacial de los fragmentos en el paisaje.